# Eclissi solare del 14 ottobre 2088
L'Eclissi solare del 14 ottobre 2088, di tipo anulare, è un evento astronomico che avrà luogo il suddetto giorno attorno alle ore 14:48 UTC.
L'eclissi avrà un'ampiezza massima di 115 chilometri e una durata di 2 minuti e 38 secondi.

## Eclissi correlate

### Eclissi solari 2087 - 2090
Questa eclissi è un membro di una serie semestrale. Un'eclissi in una serie semestrale di eclissi solari si ripete approssimativamente ogni 177 giorni e 4 ore (un semestre) in nodi alternati dell'orbita della Luna.

### Ciclo di Saros 135
L'evento fa parte del ciclo di Saros 135, che si ripete ogni 18 anni, 11 giorni, contenente 71 eventi. La serie è iniziata con un'eclissi solare parziale il 5 luglio 1331. Comprende eclissi anulari dal 21 ottobre 1511 al 24 febbraio 2305, eclissi ibride l'8 marzo 2323 e il 18 marzo 2341 ed eclissi totali dal 29 marzo 2359 al 22 maggio 2449. La serie termina al membro 71 con un un'eclissi parziale il 17 agosto 2593. La durata più lunga della totalità sarà di 2 minuti e 27 secondi il 12 maggio 2431. 